# Léon de Saint-Jean
Léon de Saint-Jean (* 9. Juli 1600 in Rennes; † 30. Dezember 1671 in Paris) war ein  französischer Karmelit, Theologe, Hofprediger und Romanist.

## Leben und Werk

### Der Theologe
Jean Macé wurde 1616 Karmelit nahm den Ordensnamen Léon de Saint-Jean an. Er war zweimal Provinzial, dann von 1660 bis 1666 Assistent des Generaloberen. P. Léon de Saint-Jean ging 1631 nach Paris, stand im Dienst von Richelieu und wurde 1650 Hofprediger. Er hielt die Leichenpredigten von Richelieu, Père Joseph und Jules Mazarin. Er publizierte zahlreiche Schriften zur Theologie.

### Der Grammatiker
Unter dem Pseudonym Sieur du Tertre schaltete sich Léon de Saint-Jean 1652 in die fünf Jahre vorher von Claude Favre de Vaugelas in seinen Remarques sur la langue françoise angestoßene Sprachgebrauchsdiskussion ein.
Das Buch Méthode universelle pour apprendre facilement les langues, pour parler purement et écrire nettement en français besteht aus vier Teilen, zuerst der Méthode générale et raisonnée pour apprendre facilement les langues, principalement la Latine (S. 1–58), dann einem Discours sur les difficultez de l’Orthographe françoise (S. 59–106), einem Recueil alphabétique des Remarques sur la Langue françoise (S. 107–246; kritische Bearbeitung der vom Autor  in die alphabetische Ordnung gebrachten Sprachglossen von Vaugelas), schließlich einem Rechtschreibwörterbuch von A bis Z u. d. T. Alphabet pour l’orthographe (unpaginiert).
Die dritte Auflage von 1664 unter dem Pseudonym Noël François (Druckerlaubnis 1657) erschien unter einem anderen Titel: Politesse de la langue françoise pour parler puremant et écrire nettemant en françois, verzichtet auf die Méthode générale, stellt den Recueil (1–114) vor den Discours (116–152) und paginiert das Alphabet (153–260). Im Vorwort nennt der Autor für seine Sprachbetrachtung drei Kriterien: Raison, Usage und Analogie zu anderen Sprachen.

## Werke

### Weltwissen und Theologie (Auswahl)
- Le portrait de la sagesse universelle, avec l'idée générale des Sciences et leur plan représenté en cent tables, Paris 1655
- Fr. Leonis Carmelitae Rhedonensis Contextus Scientiae-Divinae, Summam Theologiae Christianae repraesentans...opus nova methodo, multiplici studio... nunc primumu in lucem prodit, 2 Bde., 1664–1665
- La Somme des sermons parenetiques, et panegyriques du très-révérand père Léon, religieus de l'observance des Carmes de Rennes en Bretagne en province de Touraine, & predicateur ordinaire de leurs majestez très-chrétiennes, Paris 1671

### Sprache
- Méthode universelle pour apprendre facilement les langues, pour parler purement et écrire nettement en français, recueillie par monsieur Du Tertre, 1652; 2. Auflage, Paris 1652
- Politesse de la langue françoise pour parler puremant et écrire nettemant par Noël François. 3. Auflage, Brüssel 1663, Paris 1664, Lyon 1668; 4. Auflage, Paris 1673 (Die Druckerlaubnis von 1657 nennt als Titel: Pureté de la langue françoise, revue, augmentéé et enrichie, et ce pendant dix ans à conter depuis cette troizieme impression)